# Verticordia patens
Verticordia patens är en myrtenväxtart som beskrevs av Alexander Segger George. Verticordia patens ingår i släktet Verticordia och familjen myrtenväxter. Inga underarter finns listade i Catalogue of Life.